# Atle Antonsen
Atle Antonsen, född 11 augusti 1969, är en norsk komiker och skådespelare från Lillehammer. 
Antonsen är mest känd för titelrollen i TV-serien Dag och för sina TV-uppträdanden tillsammans med Harald Eia och Bård Tufte Johansen. Han har vunnit norska Komiprisen tre gånger.

## Filmografi (urval)
- 2010 – Get Ready to Be Boyzvoiced
- 2012 – Fuck Up
- 2015 – Prästen i paradiset
- 2015 – Solsidan (TV-serie)
- 2019 – Bäst i test Norge (TV-serie)